# Babel (filme)
Babel (prt/bra: Babel) é um filme méxico-estadunidense de 2006, dos gêneros drama e suspense, dirigido por Alejandro González Iñárritu, com roteiro de Guillermo Arriaga.

## Sinopse
O casal americano Richard e Susan viaja pelo Marrocos num ônibus repleto de turistas. Quando passam por uma região montanhosa, um tiro, vindo das montanhas, atravessa a fuselagem e atinge Susan, o que desencadeia uma série de eventos afetando a vida de diferentes pessoas em várias partes do mundo.

## Elenco
Marrocos
- Brad Pitt... Richard Jones
- Cate Blanchett... Susan Jones
- Mohamed Akhzam .... Anwar
- Boubker Ait El Caid .... Yussef
- Said Tarchani .... Ahmed
- Amit Murjani .... Abdullah
- Abdelkader Bara .... Hassan
- Wahiba Sahmi .... Zohra

México
- Adriana Barraza.... Amelia
- Gael García Bernal.... Santiago
- Elle Fanning.... Debbie Jones
- Nathan Gamble .... Mike Jones
- Clifton Collins Jr.... policial na fronteira mexicana
- Michael Peña .... policial John

Japão
- Rinko Kikuchi.... Chieko
- Kôji Yakusho .... Yasujiro
- Satoshi Nikaido .... detetive Kenji

## Recepção
No consenso do agregador de críticas Rotten Tomatoes diz: "Em Babel , não há vilões, apenas vítimas do destino e das circunstâncias. O diretor Alejandro González Iñarritu tece quatro de suas tristes histórias neste filme maduro e multidimensional." Na pontuação onde a equipe do site categoriza as opiniões da grande mídia e da mídia independente apenas como positivas ou negativas, o filme tem um índice de aprovação de 69% calculado com base em 205 comentários dos críticos. Por comparação, com as mesmas opiniões sendo calculadas usando uma média aritmética ponderada, a nota alcançada é 6,8/10.
Em outro agregador, o Metacritic, que calcula as notas das opiniões usando somente uma média aritmética ponderada de determinados veículos de comunicação em maior parte da grande mídia, tem uma pontuação de 69/100, alcançada com base em 38 avaliações da imprensa anexadas no site, com a indicação de "revisões geralmente favoráveis".

## Trilha sonora
A trilha sonora ficou a cargo de Gustavo Santaolalla e inclui ainda as canções: 
- "Para que regreses"  (Gabriel Ramírez), interpretada por El Chapo[4]

- "Oh My Juliet" (Tommy), executada por Takashi Fujii[4]

- "Masterpiece" (Ryo-Z, Ilmari, Pes, Su, DJ Fumiya), interpretada por Rip Slyme[4]

## Principais prêmios e indicações
| Evento/Prêmio                  | Categoria                                | Recipiente                                                              | Resultado                   |
| ------------------------------ | ---------------------------------------- | ----------------------------------------------------------------------- | --------------------------- |
| Festival de Cannes 2006        | Prêmio de direção                        | Alejandro González Iñárritu                                             | Venceu                      |
| Festival de Cannes 2006        | Grande Prêmio Técnico (edição)           | Stephen Mirrione                                                        | Venceu[carece de fontes?]   |
| Festival de Cannes 2006        | Palma de Ouro                            | Palma de Ouro                                                           | Indicado                    |
| Festival de Cannes 2006        | Prêmio François Chalais (júri ecumênico) | Prêmio François Chalais (júri ecumênico)                                | Venceu[carece de fontes?]   |
| Golden Globe 2007              | Melhor filme - drama                     | Melhor filme - drama                                                    | Venceu                      |
| Golden Globe 2007              | Melhor direção                           | Alejandro González Iñárritu                                             | Indicado                    |
| Golden Globe 2007              | Melhor ator coadjuvante                  | Brad Pitt                                                               | Indicado                    |
| Golden Globe 2007              | Melhor atriz coadjuvante                 | Adriana Barraza                                                         | Indicada                    |
| Golden Globe 2007              | Melhor atriz coadjuvante                 | Rinko Kikuchi                                                           | Indicada                    |
| Golden Globe 2007              | Melhor roteiro                           | Guillermo Arriaga                                                       | Indicado                    |
| Golden Globe 2007              | Melhor trilha sonora                     | Gustavo Santaolalla                                                     | Indicado                    |
| Oscar 2007                     | Melhor trilha sonora                     | Gustavo Santaolalla                                                     | Venceu                      |
| Oscar 2007                     | Melhor filme                             | Melhor filme                                                            | Indicado                    |
| Oscar 2007                     | Melhor direção                           | Alejandro González Iñárritu                                             | Indicado                    |
| Oscar 2007                     | Melhor atriz coadjuvante                 | Adriana Barraza                                                         | Indicada                    |
| Oscar 2007                     | Melhor atriz coadjuvante                 | Rinko Kikuchi                                                           | Indicada                    |
| Oscar 2007                     | Melhor roteiro original                  | Guillermo Arriaga                                                       | Indicado                    |
| Oscar 2007                     | Melhor edição                            | Stephen Mirrione, Douglas Crise                                         | Indicado                    |
| BAFTA 2007                     | Melhor filme                             | Melhor filme                                                            | Indicado[carece de fontes?] |
| BAFTA 2007                     | Melhor direção                           | Alejandro González Iñárritu                                             | Indicado[carece de fontes?] |
| BAFTA 2007                     | Melhor fotografia                        | Rodrigo Prieto                                                          | Indicado[carece de fontes?] |
| BAFTA 2007                     | Melhor som                               | José Antonio García, Jon Taylor, Christian P. Minkler, Martín Hernández | Indicado[carece de fontes?] |
| BAFTA 2007                     | Melhor montagem                          | Stephen Mirrione, Douglas Crise                                         | Indicado[carece de fontes?] |
| BAFTA 2007                     | Melhor roteiro original                  | Guillermo Arriaga                                                       | Indicado[carece de fontes?] |
| BAFTA 2007                     | Melhor trilha sonora                     | Gustavo Santaolalla                                                     | Venceu[carece de fontes?]   |
| Satellite Awards 2006          | Melhor trilha sonora                     | Gustavo Santaolalla                                                     | Venceu[carece de fontes?]   |
| Satellite Awards 2006          | Melhor filme dramático                   | Melhor filme dramático                                                  | Venceu[carece de fontes?]   |
| Satellite Awards 2006          | Melhor direção                           | Alejandro González Iñárritu                                             | Indicado[carece de fontes?] |
| Satellite Awards 2006          | Melhor ator coadjuvante                  | Brad Pitt                                                               | Indicado[carece de fontes?] |
| Satellite Awards 2006          | Melhor atriz coadjuvante                 | Rinko Kikuchi                                                           | Indicada[carece de fontes?] |
| Satellite Awards 2006          | Melhor roteiro original                  | Guillermo Arriaga                                                       | Indicado[carece de fontes?] |
| Satellite Awards 2006          | Melhor edição                            | Stephen Mirrione, Douglas Crise                                         | Indicado[carece de fontes?] |
| Satellite Awards 2006          | Melhor som (edição e mixagem)            | José Antonio García, Jon Taylor, Christian P. Minkler, Martín Hernández | Indicado[carece de fontes?] |
| Screen Actor Guild Awards 2007 | Melhor performance de elenco             | Melhor performance de elenco                                            | Indicada[carece de fontes?] |
| Screen Actor Guild Awards 2007 | Melhor atriz coadjuvante                 | Adriana Barraza                                                         | Indicada[carece de fontes?] |
| Screen Actor Guild Awards 2007 | Melhor atriz coadjuvante                 | Rinko Kikuchi                                                           | Indicada[carece de fontes?] |
| Prêmio Eddie 2007              | Filme dramático mais bem editado         | Filme dramático mais bem editado                                        | Venceu[carece de fontes?]   |
| Prêmio Bodil 2007              | Melhor filme americano                   | Melhor filme americano                                                  | Venceu[carece de fontes?]   |
| Prêmio César 2007              | Melhor filme não francês                 | Melhor filme não francês                                                | Indicado                    |